# Первый Рабочий посёлок

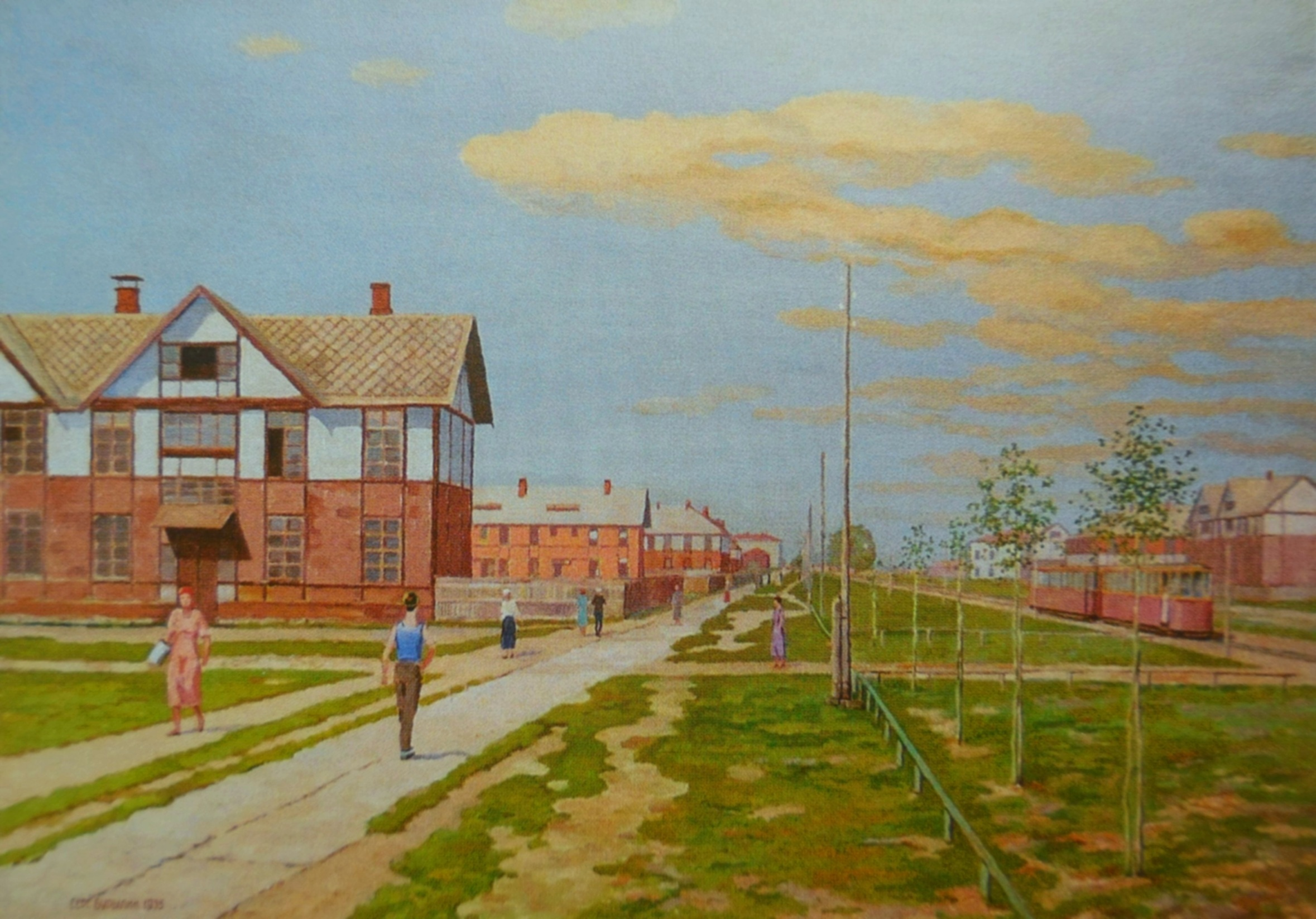
Первый Рабочий посёлок в 1935 году.
Художник С. П. Бурылин

Первый Рабочий посёлок (часто называется просто Рабочий посёлок) — жилой район города Иваново.
Построен в 1924—1928 годах в соответствии с концепцией города-сада. Дома имеют фахверковую конструкцию. Представляет собой ценный памятник градостроительного искусства 1920-х годов, один из первых примеров массового индустриального строительства в СССР.

## Проектирование
После восстановления в начале 1920-х годов экономических связей со Средней Азией, поставлявшей хлопок, фабрики Иваново-Вознесенска (переименован в Иваново в 1932 году), ведущего текстильного центра страны, возобновили свою работу и в город стали возвращаться рабочие, ранее уехавшие в родные деревни. Резкое увеличение числа жителей привело к жилищному кризису. В 1-й половине — середине 1920-х годов решением проблемы нехватки жилья и упорядочением хаотичной городской застройки занялись рабочие кооперативы, которые, появившись в промышленных центрах, вскоре распространилось по всей стране. В 1924 году рабочим кооперативам безвозмездно выделялись земли для строительства. В Иваново-Вознесенске базой для их деятельности стал опыт строительства рабочих посёлков и городов-садов в 1900—1910-х годах.
Заказчиком строительства Первого Рабочего посёлка выступил Иваново-Вознесенский комитет содействия кооперативному рабочему строительству. Земли для строительства посёлка были выделены на западной окраине города, вблизи от текстильных фабрик. Его проектированием занялось московское акционерное общество «Стандарт». Оно было создано в 1922 году и после XIII съезда РКП(б), на котором жилищный вопрос был определён как один из важнейших, поставило перед собой задачу разработки проектов дешёвых жилых домов, отвечающих последним требованиям техники и гигиены. К лету 1924 года «Стандарт» вёл строительство почти 400 объектов. Но большинство из них возводилось по проектам заказчиков, поэтому строительство посёлка в Иваново-Вознесенске стало для общества ценной возможностью задействовать в полную силу своё проектное бюро. Для руководства бюро был приглашён Л. А. Веснин.
В первых вариантах генерального плана общественный центр не был предусмотрен, а композиционным ядром посёлка служил парк. После того, как экспертиза подвергла генплан критике, в нём был заложен обширный общественный центр. Автором генплана посёлка был В. Н. Семёнов при консультации С. Е. Чернышёва. Этот генплан был представлен проектному бюро «Стандарта» в июне 1924 года. В дальнейшем он дорабатывался сотрудниками бюро уже без участия Семёнова и Чернышёва. Все зоны посёлка находились в тесной функциональной связи друг с другом, а также с производственной зоной и центром Иваново-Вознесенска. Бюро в проектировании исходило из стремления к ансамблевости, объединению всех сооружений в одно гармоничное целое. Посёлок был рассчитан на 8 тысяч жителей и должен был состоять из 144 двухэтажных домов и нескольких общественных зданий (школа, сад-ясли, амбулатория), спроектированных иваново-вознесенским архитектором Г. Г. Павиным. Были предусмотрены водопровод и канализация. В проектировании жилых домов принимали участие архитектор О. А. Вутке и приглашённый инженер А. К. Говве, а также В. Д. Кокорин, А. И. Ефимов, М. М. Чураков. Одновременно велось переоборудование деревообрабатывающего завода «Заветы Ильича» в Кинешме под выпуск элементов домов. Было проведено их макетирование в натуральную величину.

## Строительство
15 августа 1924 года «Стандарт» организовал построечное управление, приступившее вскоре к строительству жилых домов. В 1925 году в связи с финансовой несостоятельностью «Стандарта» договор с ним был расторгнут, а аппарат построечного управления перешёл в ведение Иваново-Вознесенского комитета содействия кооперативному рабочему строительству. В 1926 году создано рабочее жилищно-строительное кооперативное товарищество (РЖСКТ) «Первый Рабочий посёлок». Спроектированные Павиным общественные здания были построены в 1926—1928 годах. Были построены также биологическая станция и пожарное депо на ул. Рабфаковской, спроектированное В. И. Панковым. В центре посёлка образовался рынок.
Первый Рабочий посёлок стал главной стройкой «Стандарта». Вутке следующим образом отметил его значение:

Этот посёлок — первый по своему масштабу и быстроте возведения в СССР, явится показателем восстановления нашего строительства

## Оценка современниками

Генеральный план В. Н. Семёнова и С. Е. Чернышёва

За характерную для Европы фахверковую конструкцию домов район часто называли «ивановской Голландией» и «ивановской Швейцарией». На стройплощадку посёлка, воспринимавшегося как предтеча нового мира, привозили всех гостей города и официальные делегации. В 1925 году здесь побывала революционерка, журналистка и писательница Лариса Рейснер. Увиденному она посвятила очерк. В нём, восторгаясь масштабами строительных работ, она называла посёлок «советской Америкой» и сравнивала стройплощадку с местом сражения за социалистическую культуру:

Рядом со старозаветным Иваново-Вознесенском, в каких-нибудь трёх верстах от города, строится советская Америка. На огромном пустыре, на десятивёрстном квадрате уже выведены коренные линии, по которым осенью будущего города вырастет живой, железобетонный, небывалый до сих пор кусок рабочей России. <…> Двенадцать вёрст водопроводных труб — и это там, где при старом режиме десятилетиями велась жалкая бумажная война за право устроить человеческие уборные для крупнейшего центра текстильной промышленности <…>

Недаром земляные работы на этом огромном строительном поле похожи на окопы. Здесь культура, взятая с бою, добытая ценой великих жертв. Может быть, со дней Перекопа не одерживала революция большей победы. 
В 1929 году Иваново-Вознесенск посетила американская журналистка Анна Луиза Стронг. В это время города-сады были признаны экономически несостоятельными и по заказу РЖСКТ «Первый рабочий посёлок» при въезде в посёлок, в начале ул. Красных Зорь, уже строился огромный конструктивистский жилой комплекс, спроектированный И. А. Голосовым — «Дом коллектива». Он резко контрастировал с утопающими в зелени двухэтажными домиками. Стронг они понравились больше, чем «Дом коллектива». Но по сравнению с ним, в двухэтажных домах квартирная плата была очень высокой, что для многих рабочих было слишком обременительно. В декабре 1929 года в иваново-вознесенской газете «Рабочий край» опубликован очерк, автор которого утверждал, что обещанный рай посёлка обернулся для его жителей адом. Кроме высокой платы за проживание в «счастливых домиках» он отметил и другие их недостатки: бытовые неудобства, невысокое качество строительства. Жильцы постоянно ремонтировали дома и сомневались в том, что они простоят хотя бы 40 лет.

## Архитектура
Первый Рабочий посёлок построен в соответствии с популярной в начале XX века концепцией города-сада. Она предполагала создание небольших городков, в которых удобства городской жизни сочетались бы с приусадебными участками и увеличенным озеленением. Изначально важной чертой городов-садов было стремление к социальной справедливости и всеобщему благоденствию.
Посёлок расположился на участке, близком к трапеции и ограниченном улицами Кузнецова и Парижской Коммуны. Главные композиционные оси района — это два бульвара (Красных Зорь и Ленинградская). У их пересечения находится площадь, окружённая общественными зданиями, рядом располагался парк. Более мелкие улицы параллельны бульварам и разделяют посёлок на небольшие кварталы, в центре которых устроены сады, причём для каждого дома был выделен свой участок с подсобными постройками. В упомянутом выше очерке «Рабочего края» было отмечено единообразие посёлка:

Среди этих одинаковых улиц очень легко заблудиться, очень легко вместо нужного коттеджа залезть в одинаковый соседний коттедж. Всё одинаково, всё приспособлено к одинаковому стандартному существованию.
Дома двухэтажные, типовые сборные (двухквартирные коттеджи с двухуровневыми квартирами, а также четырёх-, восьми- и десятиквартирные), фахверковой конструкции. Основу конструкции составляет стандартизированный, облегчённый до допускаемого прочностью предела деревянный каркас с термолитовым заполнением. Стены обшиты досками, оштукатурены и окрашены в светлые цвета, контрастирующие с тёмным каркасом. Аналогичная конструкция домов к началу XX века уже давно использовалась в строительной практике скандинавских и прибалтийских стран, но в Центральной России практически не была известна. В некоторых домах санузлы и/или кухни были общими на лестничную площадку. Амбулатория, школа, сад-ясли были построены из кирпича.
Архитектурный облик привлекает стилистическим единством сооружений и соразмерным человеку масштабом объёмно-пространственного решения.
Ивановский Первый Рабочий посёлок — один из крупнейших рабочих посёлков в стране. Представляет собой довольно яркое событие в новаторских поисках советской архитектуры 1920-х годов и ценный памятник градостроительного искусства этого времени. Посёлок, ставший экспериментом непосредственно на строительной площадке, интересен как один из первых примеров массового индустриального строительства в СССР и как пример использования традиций фахверкового строительства в типовом строительстве. Малоэтажные жилые дома поселка принадлежат к числу наиболее выразительных сооружений этого типа в советском зодчестве. Кроме необычной архитектуры фасадов они отличались оригинальностью конструктивного решения и большой степенью стандартизации деталей. Несмотря на то, что проект не был воплощён в полной мере, он доказал состоятельность предложенной «Стандартом» формы объединения усилий архитекторов, технологов и строителей при решении проблем массового жилищного строительства.

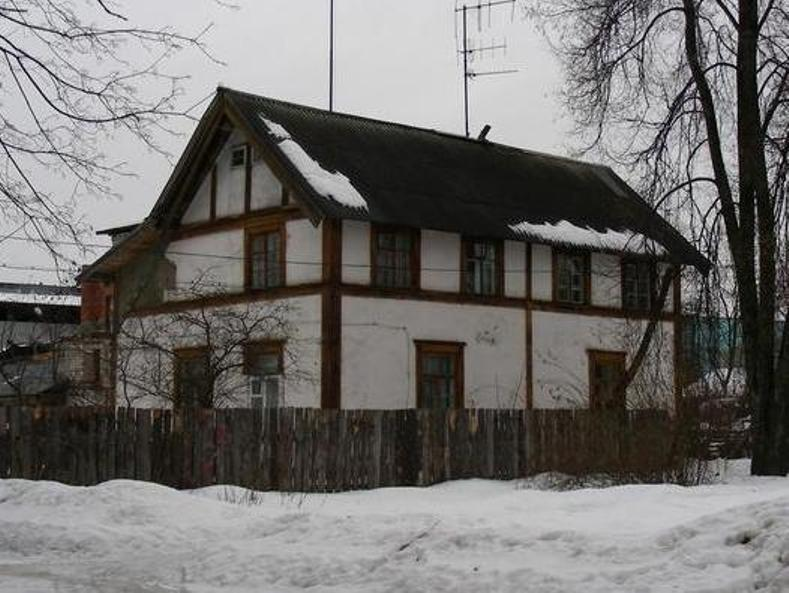
2-квартирный дом
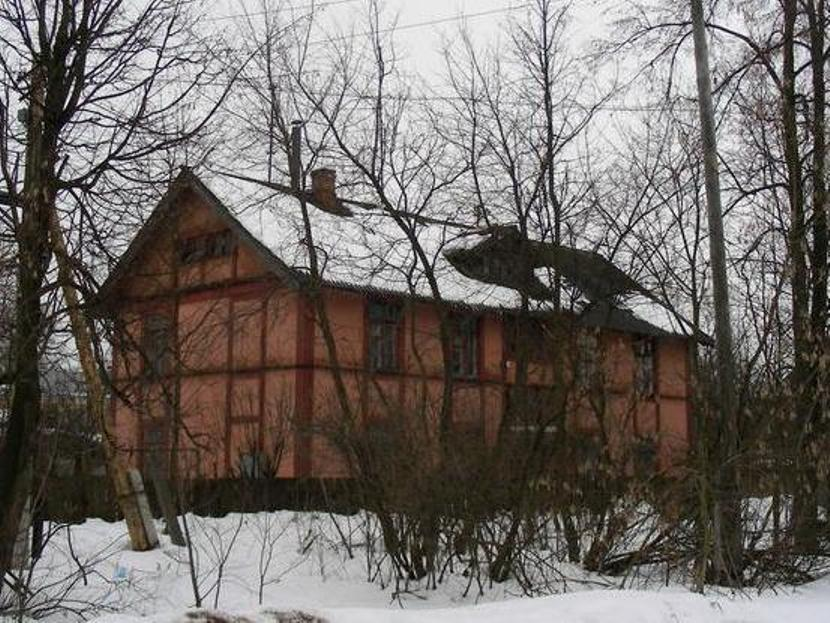
4-квартирный дом
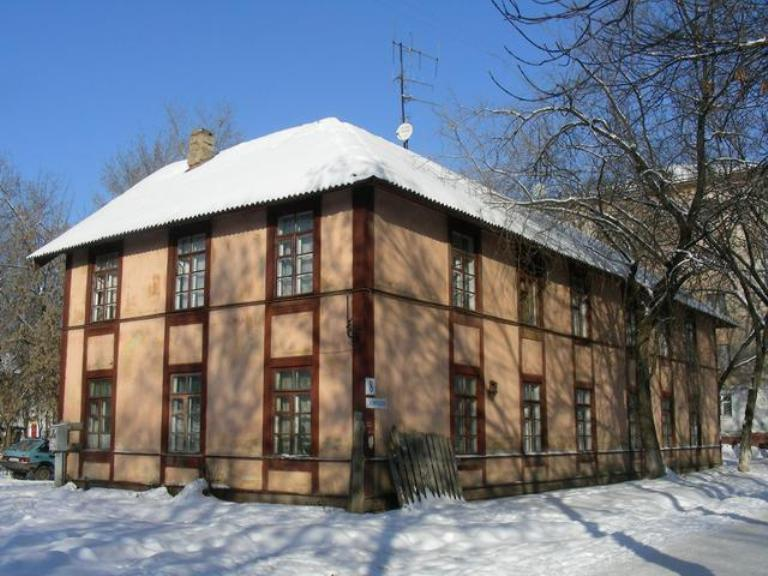
8-квартирный дом
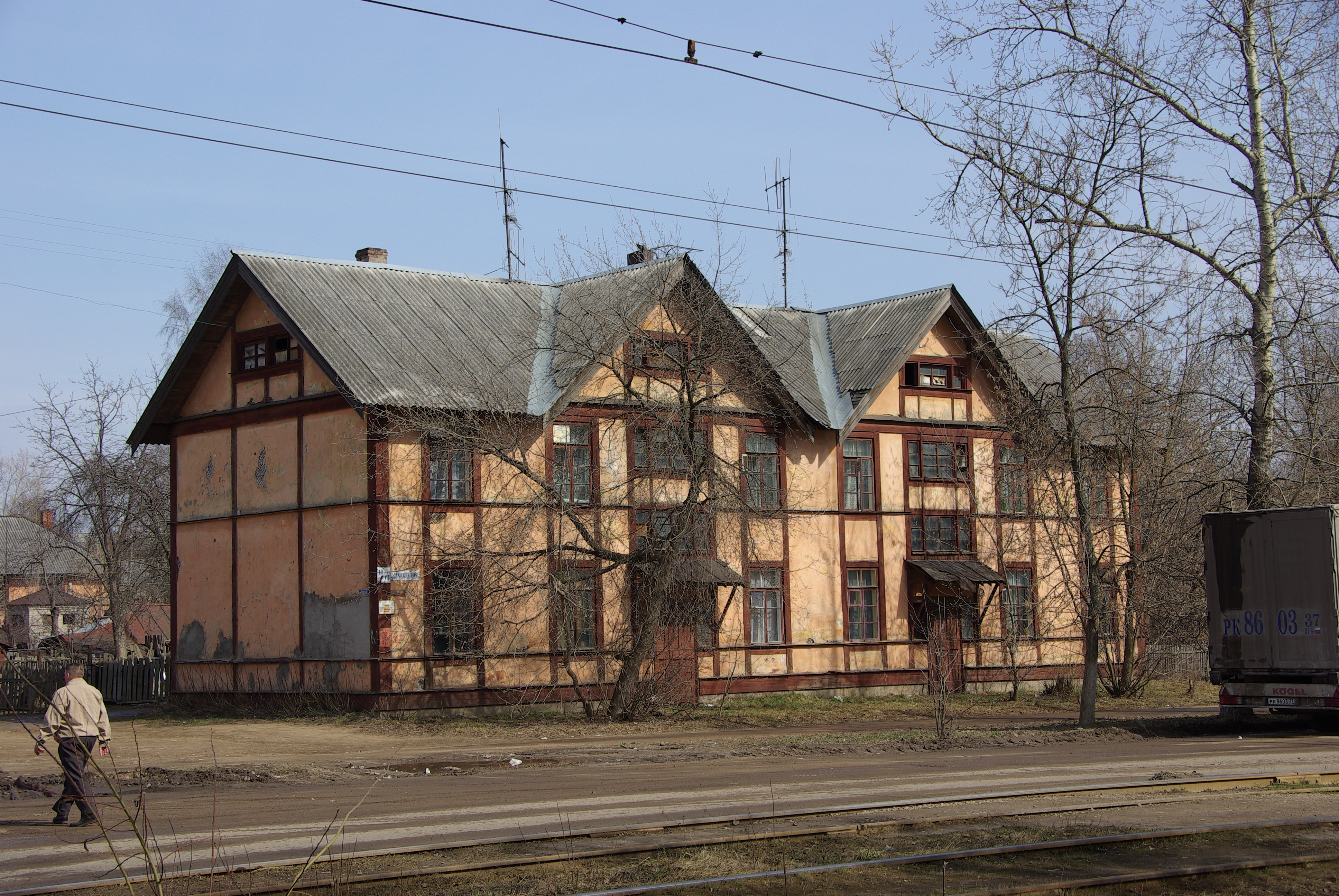
10-квартирный дом

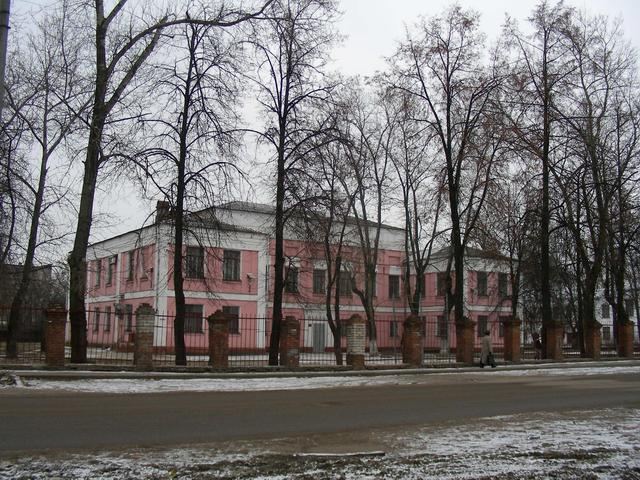
Школа № 25
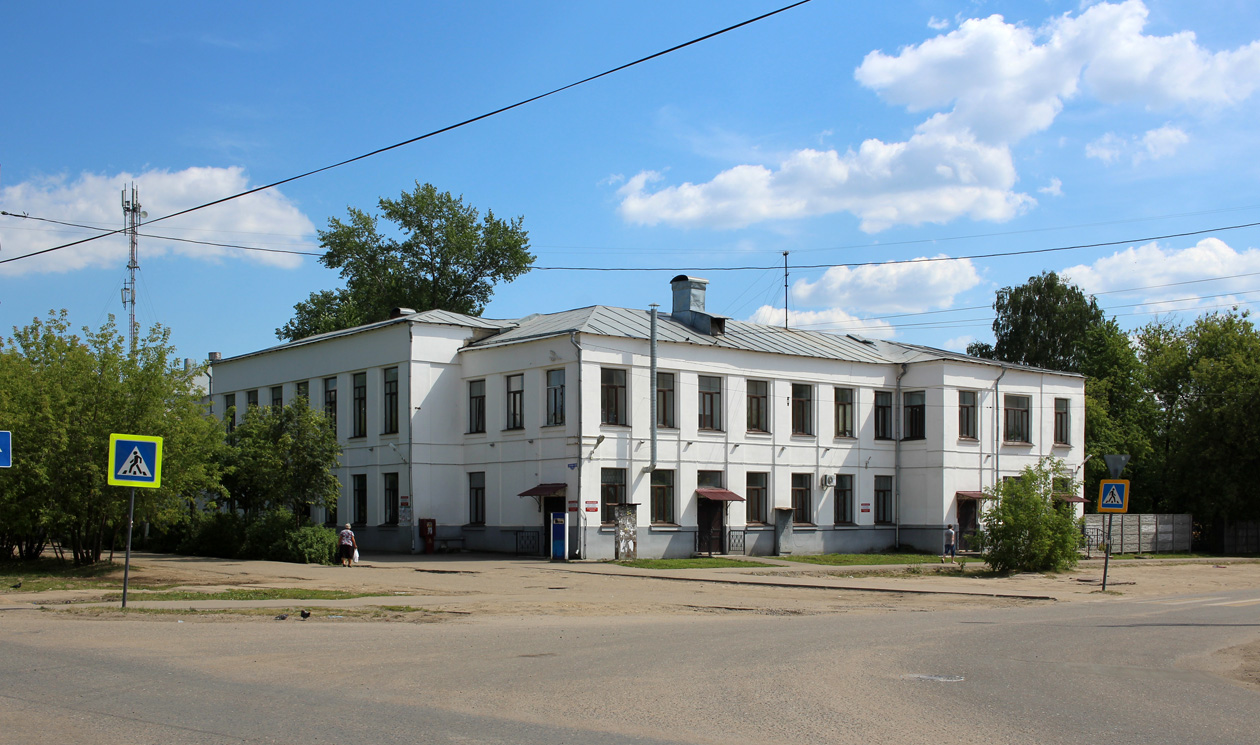
Поликлиника № 1 (бывшая амбулатория)
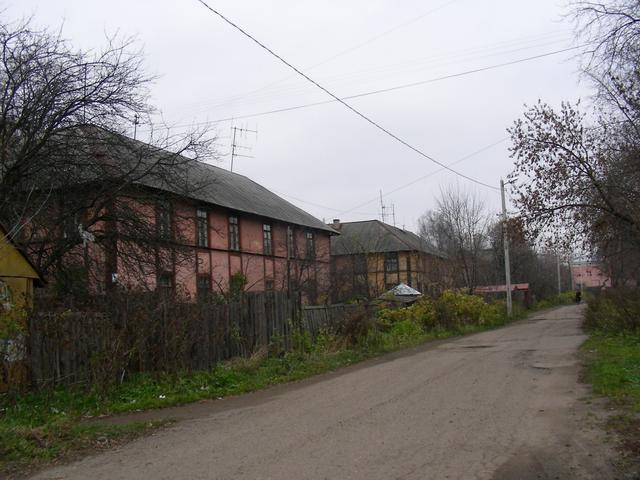
Амбулаторный переулок

## Дальнейшая судьба
В дальнейшем в посёлке появилось несколько зданий неоклассической архитектуры. Они не нарушили планировочной структуры и развили сеть общественных зданий (на ул. Красных Зорь появились кинотеатр «Победа», строительный институт, на ул. Строительной детский сад и ясли). В 1960-х годах начался продолжающийся до настоящего времени процесс сноса фахверковых домов и строительства на их месте многоэтажных жилых зданий. Строительство сильно исказило изначальную среду рабочего посёлка, главным образом путём нарушения масштаба застройки. Сад-ясли были перестроены в родильный дом, а амбулатория переоборудована в поликлинику. В 1994 году на базе кружка юннатов создан ивановский зоопарк.
Два дома посёлка, школа и бывшая амбулатория внесены в перечень памятников архитектуры.
До настоящего времени несколько отдельных домов и целых кварталов, застроенных в 1920-х годах, сохранились нетронутыми. В большинстве своём сохранившиеся дома уже обветшали: гниют стены и перекрытия, жильцы жалуются на слишком влажный воздух в помещениях и плесень. В некоторых домах отсутствуют водопровод и канализация. Но есть и дома, находящиеся в сравнительно неплохом состоянии. Например, жители района западнее ул. Рабфаковской выступают против сноса и расселения. Жильцы одного из домов в этом районе доказали, что он не является аварийным.